# Gharb-Chrarda-Béni Hssen
Gharb-Chrarda-Béni Hssen (arapski: الغرب شراردة بني حسين) je jedna od 16 regija Maroka i nalazi se na sjeveru kraljevine. U području regije živi 1.859.540 stanovnika (stanje po popisu iz 2004. godine), na površini od 8.805 km2. Glavni grad je Kenitra.

## Administrativna podjela
Regija se sastoji od sljedećih provincija :
- Kénitra

- Sidi Kacem

## Gradovi
Veći gradovi u regiji su:
- Ameur Seflia

- Arbaoua

- Bahhara Oulad Ayad

- Ben Mansour

- Beni Malik

- Dar Bel Amri

- Dar Laâslouji

- Mnasra

- Mograne

- Ouezzane

- Oulad H'Cine

- Sidi Kacem

- Sidi Mohamed Lahmar

- Sidi Slimane

- Sidi Yahya el Gharb

- Sidi al Kamil

- Souk el Arbaâ